# Bajo Sinú
Bajo Sinú es una de las 7 Subregiones del departamento colombiano de Córdoba. Está integrada por los siguientes municipios:
- Chimá
- Cotorra
- Lorica
- Momil
- Purísima de la Concepción